# Ana Martins Marques
Ana Martins Marques (Belo Horizonte, 7 de novembro de 1977) é uma poeta brasileira.

## Carreira
Concluiu o mestrado em Literatura pela UFMG com dissertação sobre o romancista João Gilberto Noll. Trabalha como redatora e revisora na Assembleia Legislativa de Minas Gerais.
Seu primeiro livro, A vida submarina (2009), reúne poemas vencedores do prêmio Cidade de Belo Horizonte nos anos de 2007 e 2008. Ganhou também o Prêmio Alphonsus de Guimaraens pelo segundo livro, Da arte das armadilhas, de 2011.
Sua poesia, segundo o crítico Murilo Marcondes, alia elaboração formal a uma reflexão sobre a vida, promovendo um "estreitamento entre linguagem e experiência".
Em 2022 foi finalista do Prémio Oceanos e do Prêmio Jabuti com Risque esta palavra. Já em 2024, voltou a ser finalista do Jabuti, desta vez com De uma outra ilha. 